# Станиславов, Евгений Арнольдович
Евге́ний Арно́льдович Станисла́вов (род. 22 декабря 1960) — российский дипломат. Чрезвычайный и полномочный посол (2021).

## Биография
Окончил Московский государственный институт международных отношений МИД СССР (МГИМО) (1983). Владеет английским и арабским языками. На дипломатической работе с 1983 года.
В 2000—2004 годах — старший советник Постоянного представительства России при ООН в Нью-Йорке.
В 2005—2010 годах — советник регионального отделения ЮНИСЕФ для стран Центральной и Восточной Европы и СНГ в Женеве.
В 2010—2014 годах — старший советник Департамента руководящих органов, ООН и многосторонних вопросов ЮНИСЕФ в Нью-Йорке.
В 2014—2021 годах — директор Департамента экономического сотрудничества МИД России.
С 18 февраля 2021 года — чрезвычайный и полномочный посол Российской Федерации в Венгрии. По совместительству с 9 апреля 2021 — представитель России в Дунайской комиссии.

## Дипломатический ранг
- Чрезвычайный и полномочный посланник 2 класса (23 июня 2014)[2].
- Чрезвычайный и полномочный посланник 1 класса (10 июня 2017)[3].
- Чрезвычайный и полномочный посол (13 сентября 2021)[4].

## Награды
Орден дружбы (2018)
- Орден Почёта (31 июля 2023) — за большой вклад в реализацию внешнеполитического курса Российской Федерации и многолетнюю добросовестную дипломатическую службу[5]

## Семья
Женат, имеет сына.